# Caféterras bij nacht

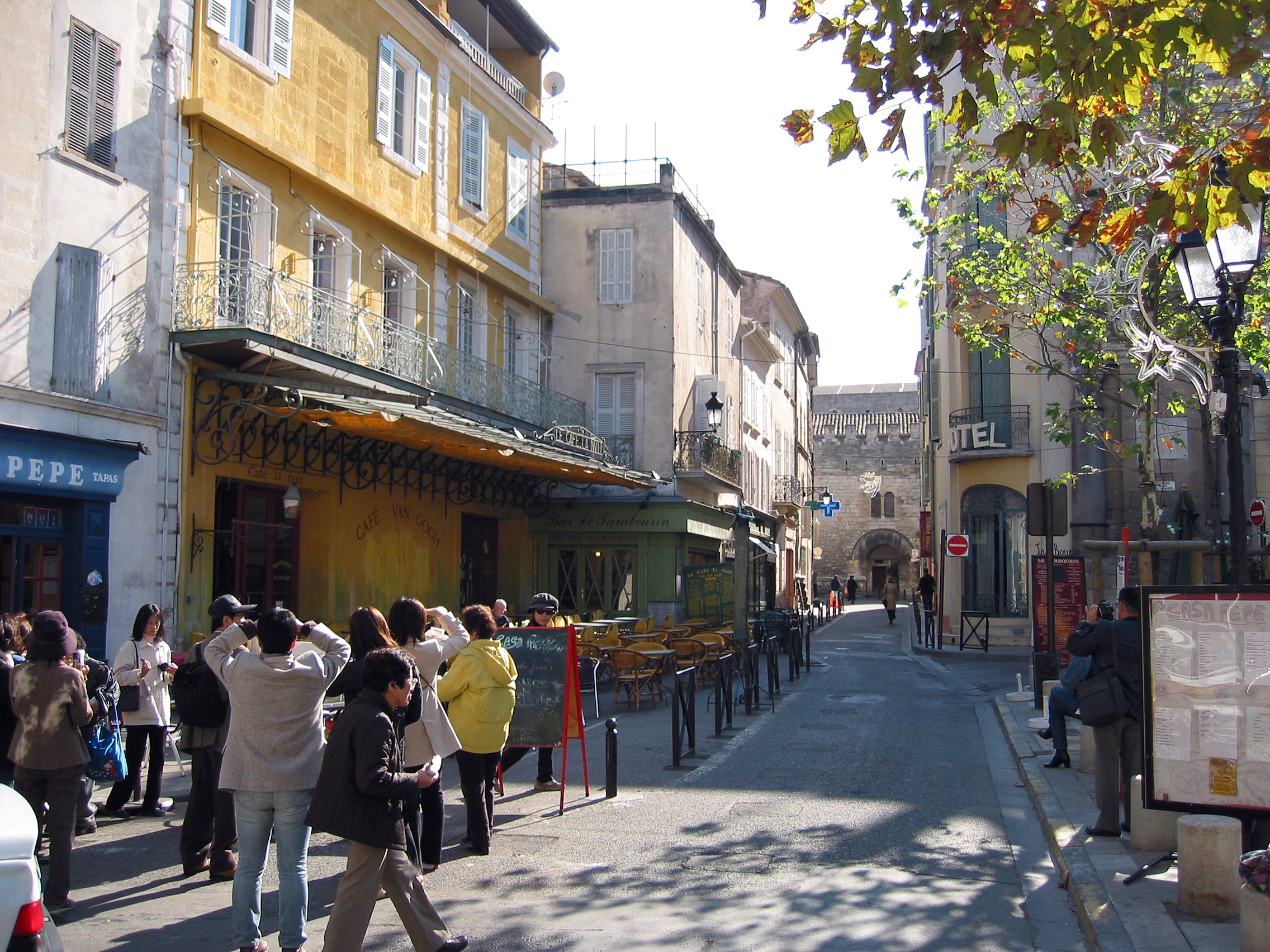
Caféterras in oktober 2003

Caféterras bij nacht, ook bekend als Terrasse du café le soir, Place du forum, Arles, is een schilderij van de Nederlandse kunstschilder Vincent van Gogh dat hij in september 1888 in de Franse stad Arles maakte.
Het schilderij bevindt zich in het Kröller-Müller Museum in Otterlo.
Vincent Van Gogh bracht zijn nieuwe impressies over het zuiden van Frankrijk naar voren op het schilderij van een café in Arles, dat nu Café van Gogh heet. De stijl van het schilderij is typisch Van Gogh met warme kleuren en perspectief.
Nadat hij het had geschilderd, schreef Van Gogh enthousiast in een brief aan zijn zus:

Ik ben bezig met een nieuw schilderij van een café bij nacht. Op het terras zijn kleine personen van drinkende mensen. Een grote gele lantaarn verlicht het terras, de straat heeft paarse tinten. De gevels van de huizen en een blauwe lucht met sterren en met een groene boom. Het is een nachtschilderij geworden zonder zwart maar met blauw en paars en groen en felle groene tinten en citroengeel. Ik vind het heerlijk om dit gelijk op de plaats te schilderen. Normaal maak ik eerst een tekening of schets maar nu wilde ik het meteen schilderen.

Dit is het eerste werk waarin hij een sterrenhemel als achtergrond schilderde. Hij deed dit ook in Sterrennacht boven de Rhône, geschilderd in dezelfde maand als het beter bekende schilderij De sterrennacht een jaar later. Ook in een Portret van Eugene Boch schilderde Vincent van Gogh een sterrenhemel als achtergrond.